# Architecture de Vladimir et Souzdal
Pour les articles homonymes, voir Souzdal (homonymie).
L'architecture de Vladimir et Souzdal ou architecture vladimiro-souzdalienne s'est développée à partir du milieu du XIIe siècle et dans le premier quart du XIIIe siècle dans les villes de Souzdal et de Vladimir, en Russie européenne, ainsi que dans les villes des environs de celles-ci, à Bogolioubovo, Kidekcha, Pereslavl-Zalesski, Iouriev-Polski, toutes en Zalessie, dans l'ancienne principauté de Vladimir-Souzdal. Ces villes et régions se couvrirent d'églises en grand nombre comme le fait la France aux alentours de l'an 1000. Par leur style, par leur décoration sculptée, elles présentent des points communs entre elles ainsi qu'une origine commune. 
Ces édifices de Vladimir et Souzdal sont presque tous répertoriés par l'UNESCO sur la liste du patrimoine mondial. Ils font partie également des nombreux édifices de l'époque pré-mongole de la Rus'.

## Chronologie
1151
Parmi celles fondées en 1151 par Iouri Dolgorouki, seule subsiste l'église de la Transfiguration de Pereslavl-Zalesski, aux proportions trapues. Elle intéresse surtout à titre de prototype des églises de Vladimir et Souzdal. Il y en eut d'autres, mais beaucoup d'églises ont été détruites ou ont été remaniées au cours des siècles.
1158
André Bogolioubovski, le fils de Iouri Dolgorouki, fonde, en 1158, le principal sanctuaire de Vladimir, la cathédrale de la Dormition. Elle n'a pas gardé son unique coupole originelle, et, après l'incendie qui consuma toute la ville, elle est reconstruite à cinq coupoles par Vsevolod III Vladimirski (dit Vsevolod le Grand Nid) en 1183.
La même année, André Bogolioubovski se fait construire le château de Bogolioubovo, seul monument d'architecture civile qui soit conservé de cette époque dans la région de Vladimir.
1165
Le type le plus pur de l'architecture de Valdimir et Souzdal est la petite église de l'Intercession-de-la-Vierge sur la Nerl, due également à l'intervention d'André Bogolioubovski. C'est une des créations les plus parfaite du génie russe.
1193
La mieux conservée et la plus élégantes des églises de Vladimir et Souzdal est la cathédrale Saint-Dimitri, érigée par Vsevolod le Grand Nid elle est couverte de bas-reliefs sur la moitié supérieur des façades, sur son tambour et sa coupole.
1222
Un des deux derniers édifices souzdaliens est la cathédrale de la Nativité. Elle est construite presque à la veille de l'arrivée de la Horde d'or, entre 1237 et 1242.
1230
C'est à la cathédrale Saint-Georges d'Iouriev-Polski que le goût des ornements en relief atteint son apogée. L'église a sans doute été reconstruite au XVe siècle après sa destruction par les Tatars. Elle porte les traces de nombreux remaniements.

## Galerie

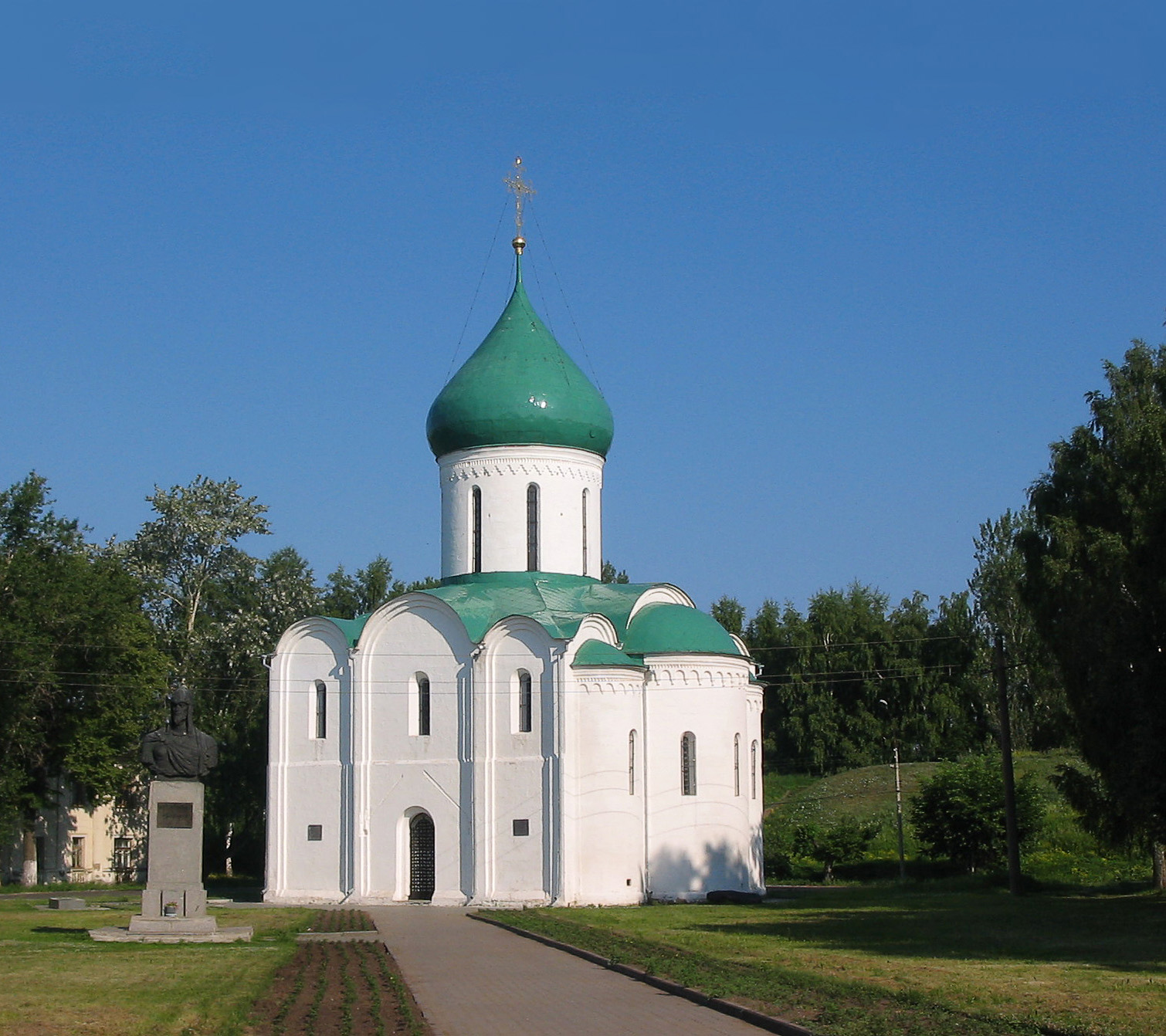
Église de la Transfiguration de Pereslavl-Zalesski, 1151.
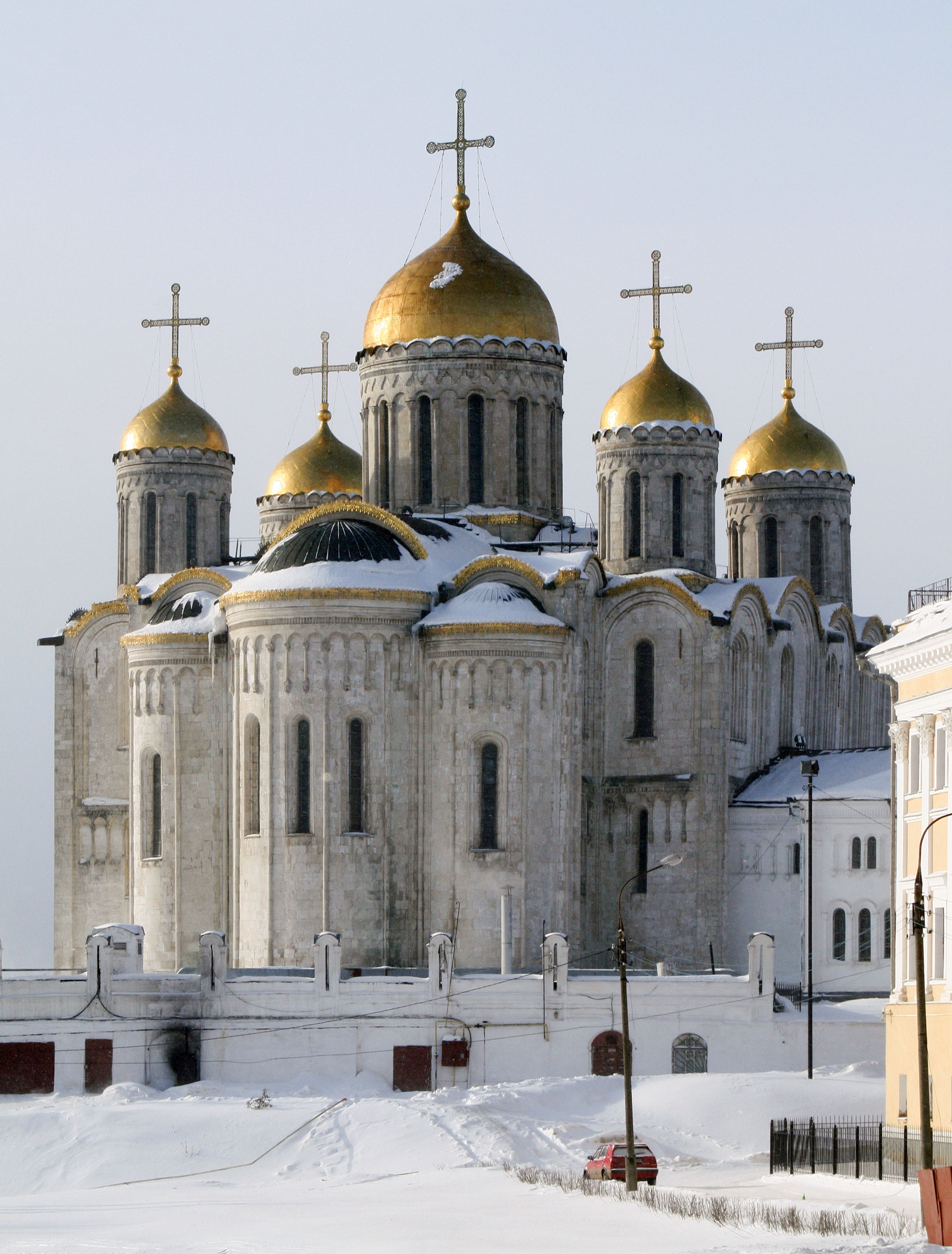
Cathédrale de la Dormition de Vladimir, 1158.
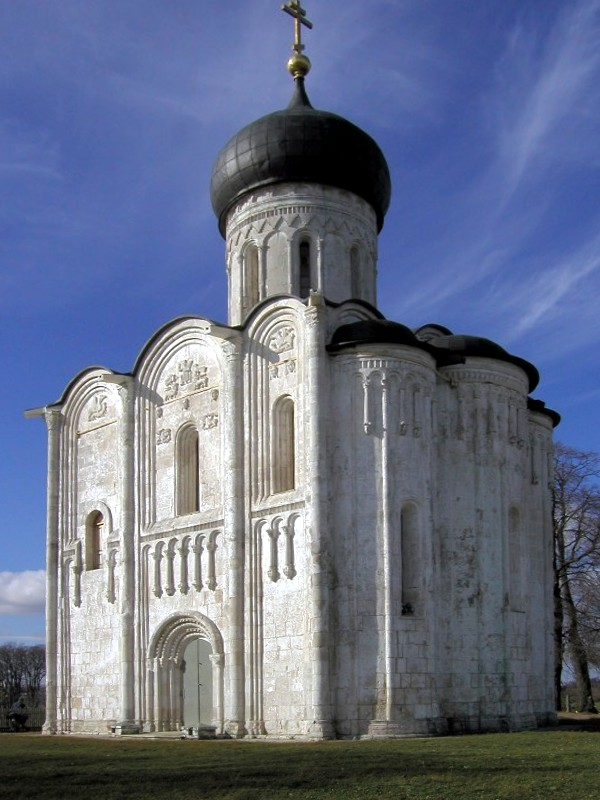
Église de l'Intercession-de-la-Vierge sur la Nerl, 1165.
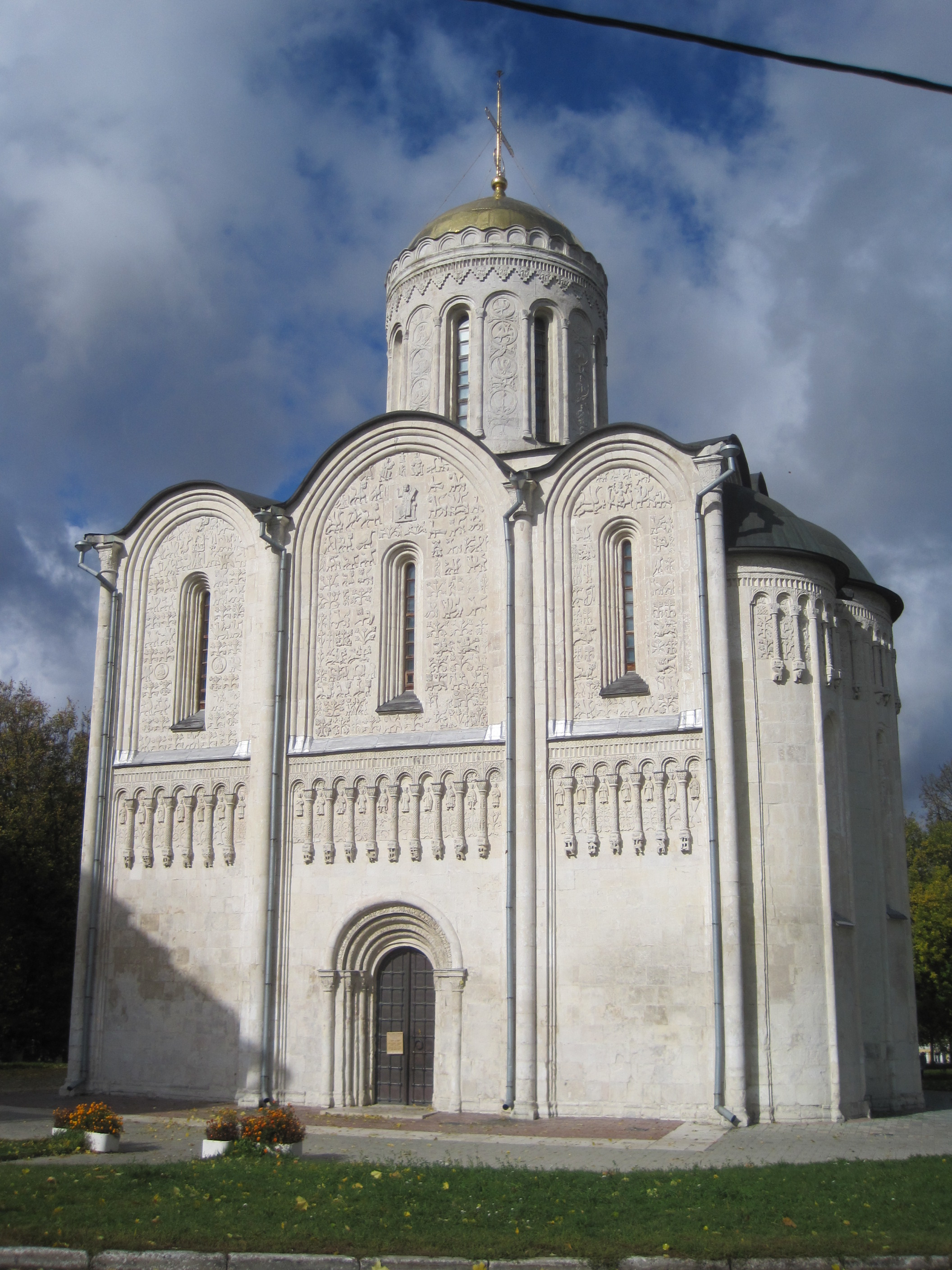
Façade de la cathédrale Saint-Dimitri de Vladimir, 1193.
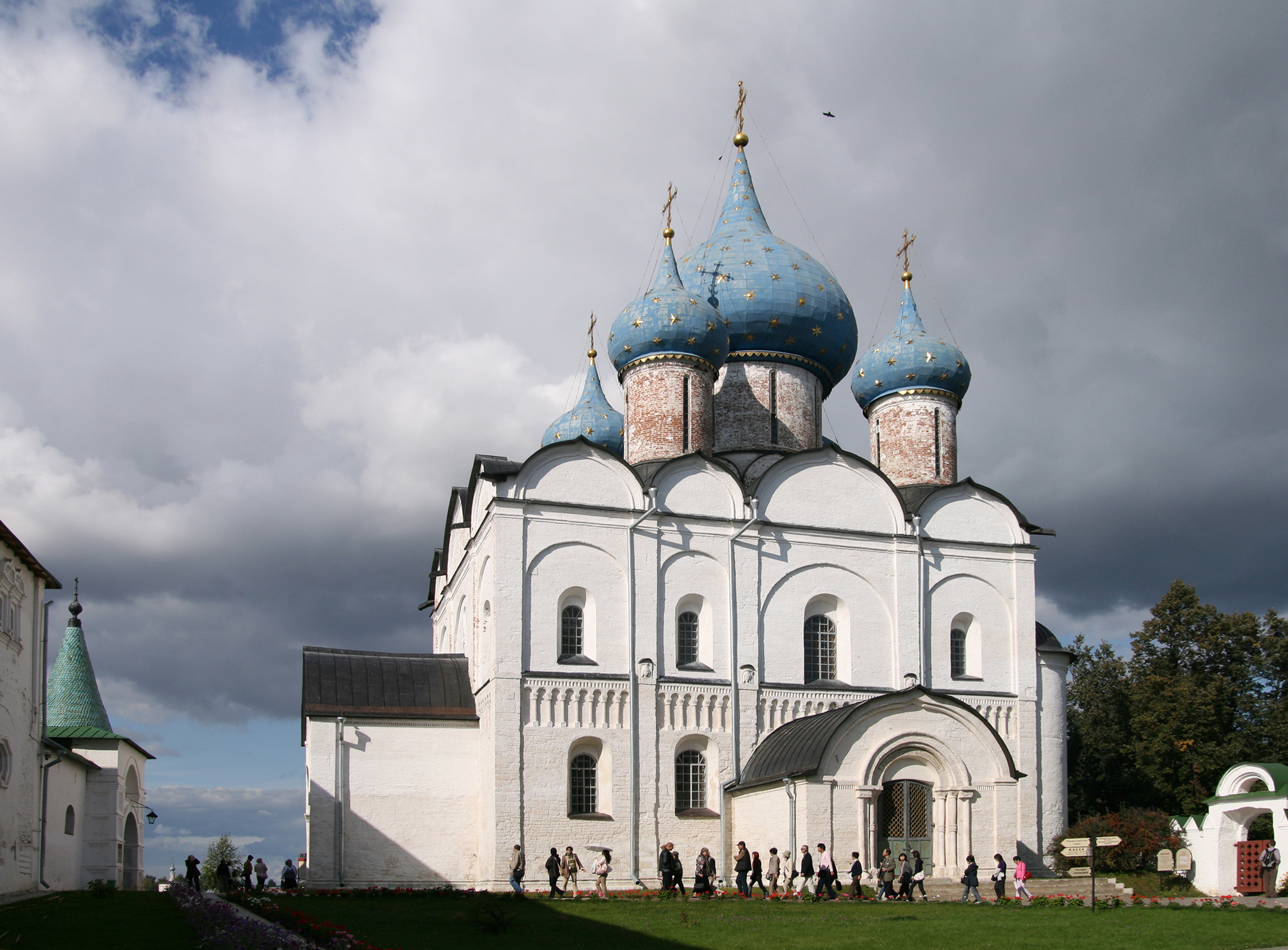
Cathédrale de la Nativité de Souzdal, 1222.
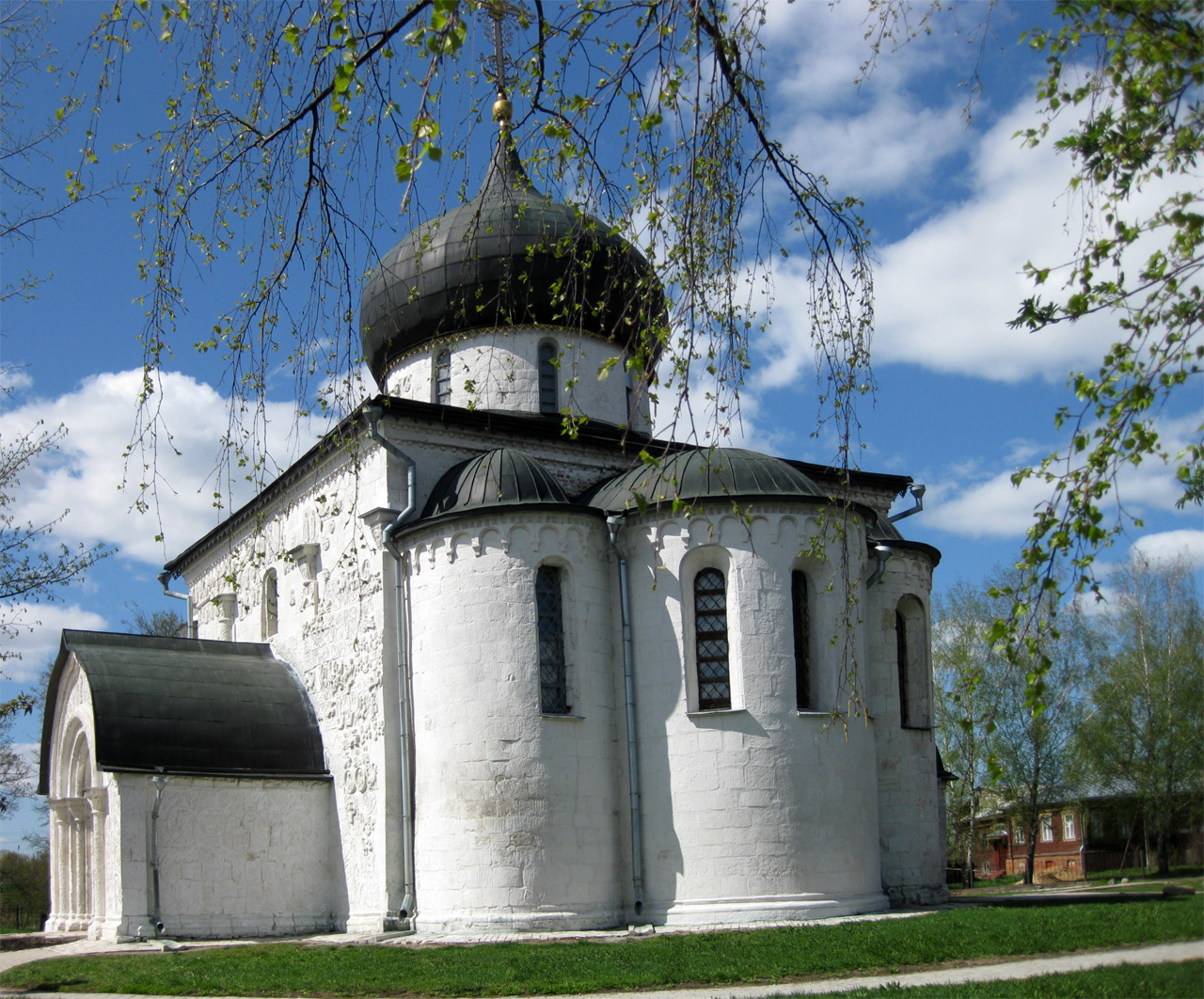
Cathédrale Saint-Georges d'Iouriev-Polski, 1230.

## Style architectural
L'architecture de Vladimir-Souzdal se distingue nettement de l'architecture de Kiev auquel peuvent être rattachée également les églises de Tchernigov et la cathédrale Sainte-Sophie de Novgorod. Il existe certaines analogies entre ces deux familles architecturales : le plan carré à trois absides hérité de Byzance, les quatre piliers reliés par des arcs qui supportent la coupole, les façades divisées par quatre pilastres (lésènes) en trois niches méplates.
Par contre les différences entre les deux familles sont beaucoup plus nombreuses : elles apparaissent dans les formes architecturales, dans la décoration et dans les matériaux.
Pour ces derniers les églises kiéviennes utilisent la brique, comme à Byzance, tandis que les églises de Vladimir-Souzdal sont construites en pierre blanche amenées à Vladimir par voie fluviale. 
Les proportions des églises de Vladimir-Souzdal sont plus petites que celles de Kiev. Le plus souvent elles n'ont qu'une coupole en forme de casque et, quand elles en ont plusieurs, c'est souvent à la suite de reconstructions plus récentes. Les absides y sont moins saillantes que sur les édifices kiéviens.
À Vladimir-Souzdal les façades sont décorées à mi-hauteur de petites arcatures aveugles dont les colonnettes reposent sur des consoles sculptées. Celles-ci courent également sous les corniches des absides.
À Kiev, l'arc du milieu de la façade est beaucoup plus élevé que les arcs latéraux. À Vladimir il dépasse à peine les arcs latéraux. Les façades y présentent dès lors une succession de frontons ou de pignons de dimensions à peine différentes. Le plus souvent trois, mais parfois davantage, comme la cathédrale de la Dormition de Vladimir qui en présente cinq.     

## Décoration sculptée
La principale originalité des églises de Vladimir-Souzdal par rapport aux églises kiéviennes est la richesse de leur décoration. Elles constituent une particularité par rapport à la règle orthodoxe russe qui interdit, en principe, à cette époque, la représentation sculptée. C'est la pierre, utilisée comme matériaux, qui entraîne le choix de la décoration sculptée. La brique invite elle à la polychromie. Les pierres sont d'ailleurs taillées comme le sont les églises romanes ou gothiques en Occident, c'est-à-dire avant la pose. Ce n'est qu'à la Renaissance qu'apparaît la taille des pierres après la pose.
Par rapport à la sculpture romane, la sculpture de Vladimir-Souzdal présente la particularité de réaliser ses figures presque méplates, alors que la sculpture romane travaille souvent en très haut relief. Il s'agit à Vladimir-Souzdal moins de sculpture que de gravures. Peut-être l'interdit orthodoxe en est-il la cause. À moins que ce ne soient les instruments de travail qui ne permettaient pas un entaillage plus profond. Selon Louis Réau, il semble que la meilleure explication soit celle qui attribue ces figures sans modelé à l'influence orientale. La sculpture orientale grave à plat sur la pierre. La sculpture de la façade du palais arabe de Mshatta par exemple, qui date de 744, se présente comme une dentelle claire sur un fond sombre. 
À Vladimir-Souzdal, la sculpture ne pare au début qu'une partie minime des façades. Mais peu à peu le goût est pris par les constructeurs pour une ornementation, qui de sobre devient luxuriante. Sur l'église de l'Intercession-de-la-Vierge sur la Nerl, la sculpture se cantonne au sommet des arcatures de façades. Les bas-reliefs sont rares et espacés. À Saint-Dimitri à Vladimir, l'ornementation couvre entièrement le tambour de la coupole, les parties hautes de façades et les fûts des colonnettes. Un peuple de saint s'abrite sous les arcatures aveugles.
Quarante ans plus tard, en 1230, la sculpture envahit tout l'espace depuis les soubassements jusqu'aux corniches. C'est un foisonnement inextricable de fleurons, d'oiseaux, de monstres, de rinceaux. On ne retrouve, en occident, une telle profusion décorative que sur des façades romanes du Poitou comme celle de l'église Notre-Dame-la-Grande de Poitiers. 
C'est, selon Louis Réau, une preuve de l'influence orientale exercée sur la région de Vladimir-Souzdal à cette époque. L'art grec réservait des champs pour la décoration sculptée : plaques de métopes et triangles des frontons. Les décorateurs de Vladimir et Souzdal ne se contiennent pas sur ce plan.   

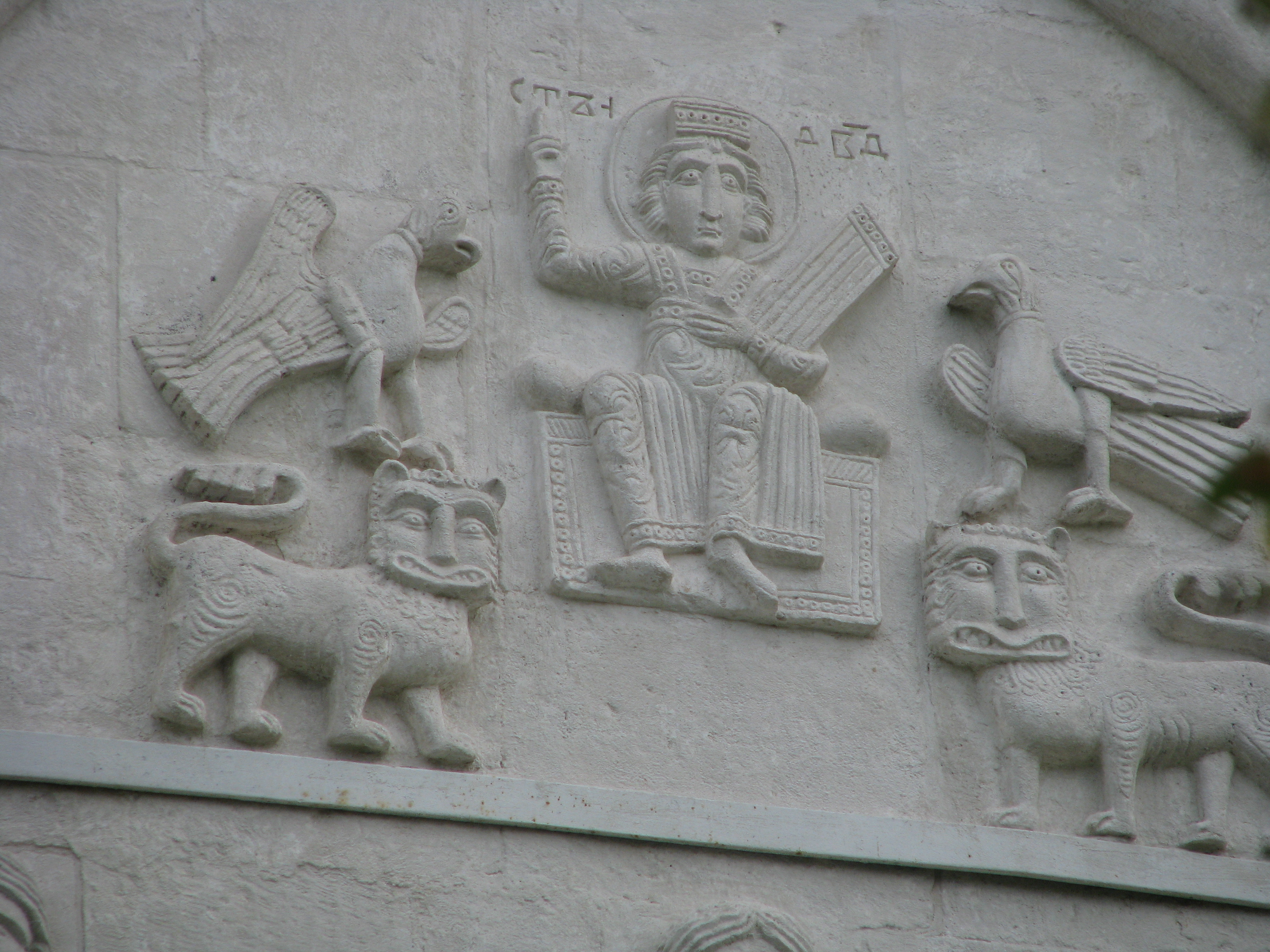
David sur l'église de l'Intercession-de-la-Vierge sur la Nerl.
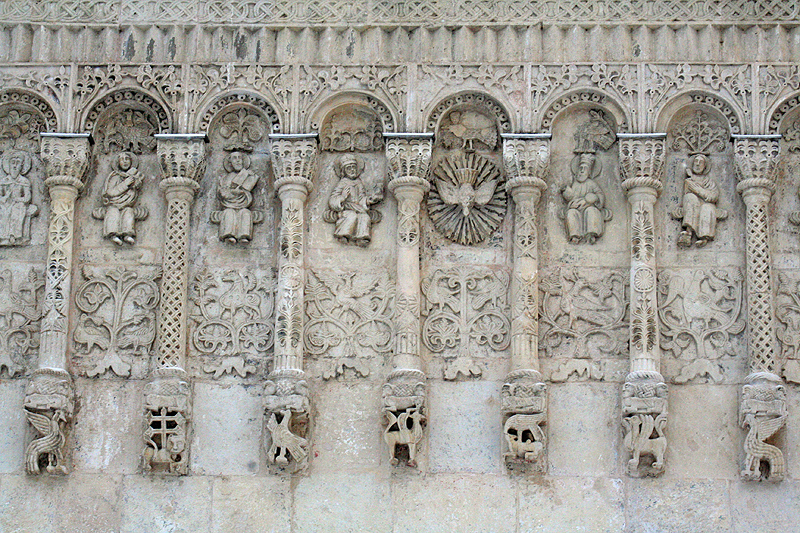
Cathedrale Saint-Dimitri à Vladimir.
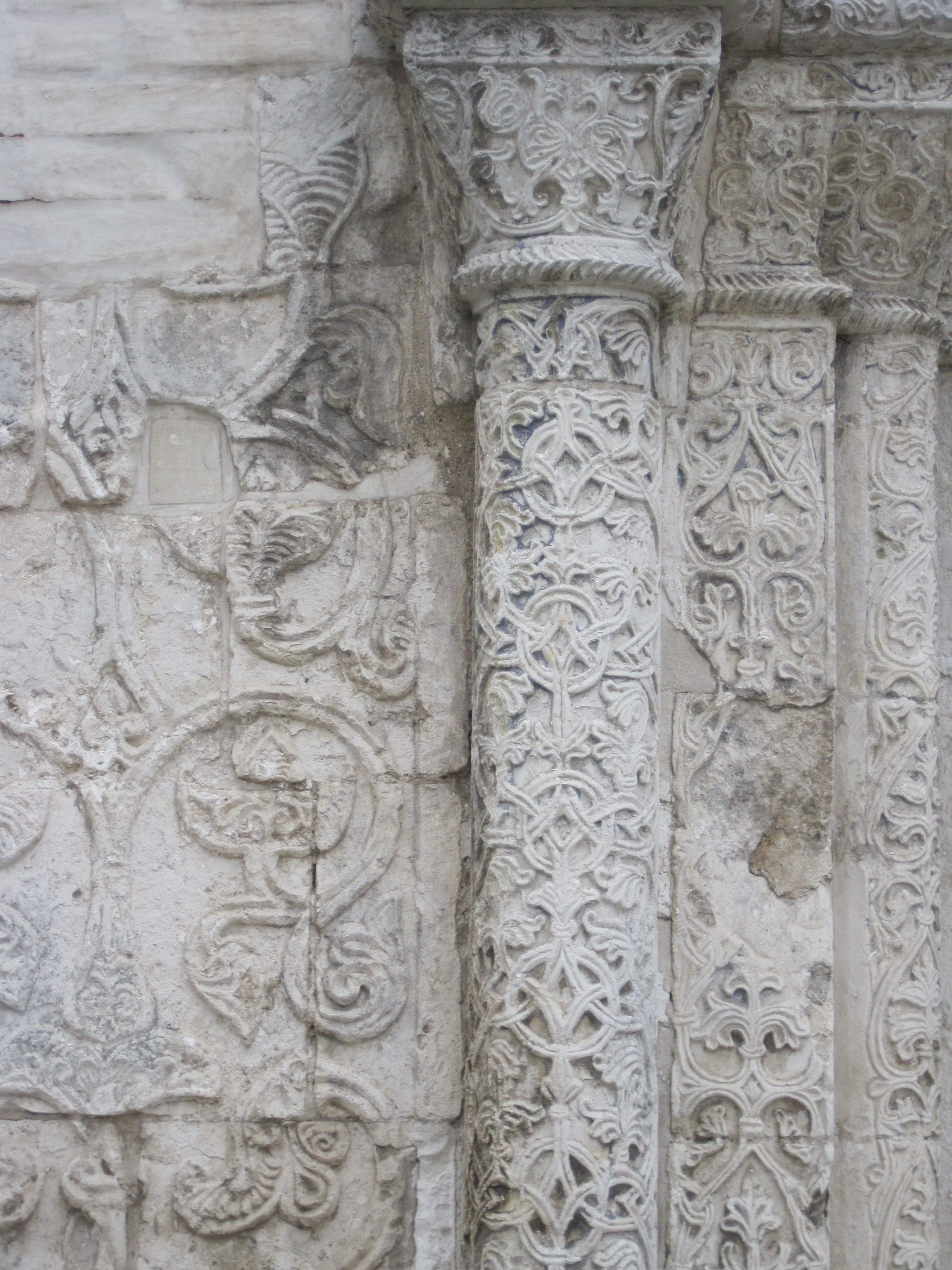
Colonnettes près du portail de la cathédrale Saint-Georges à Iouriev-Polski.
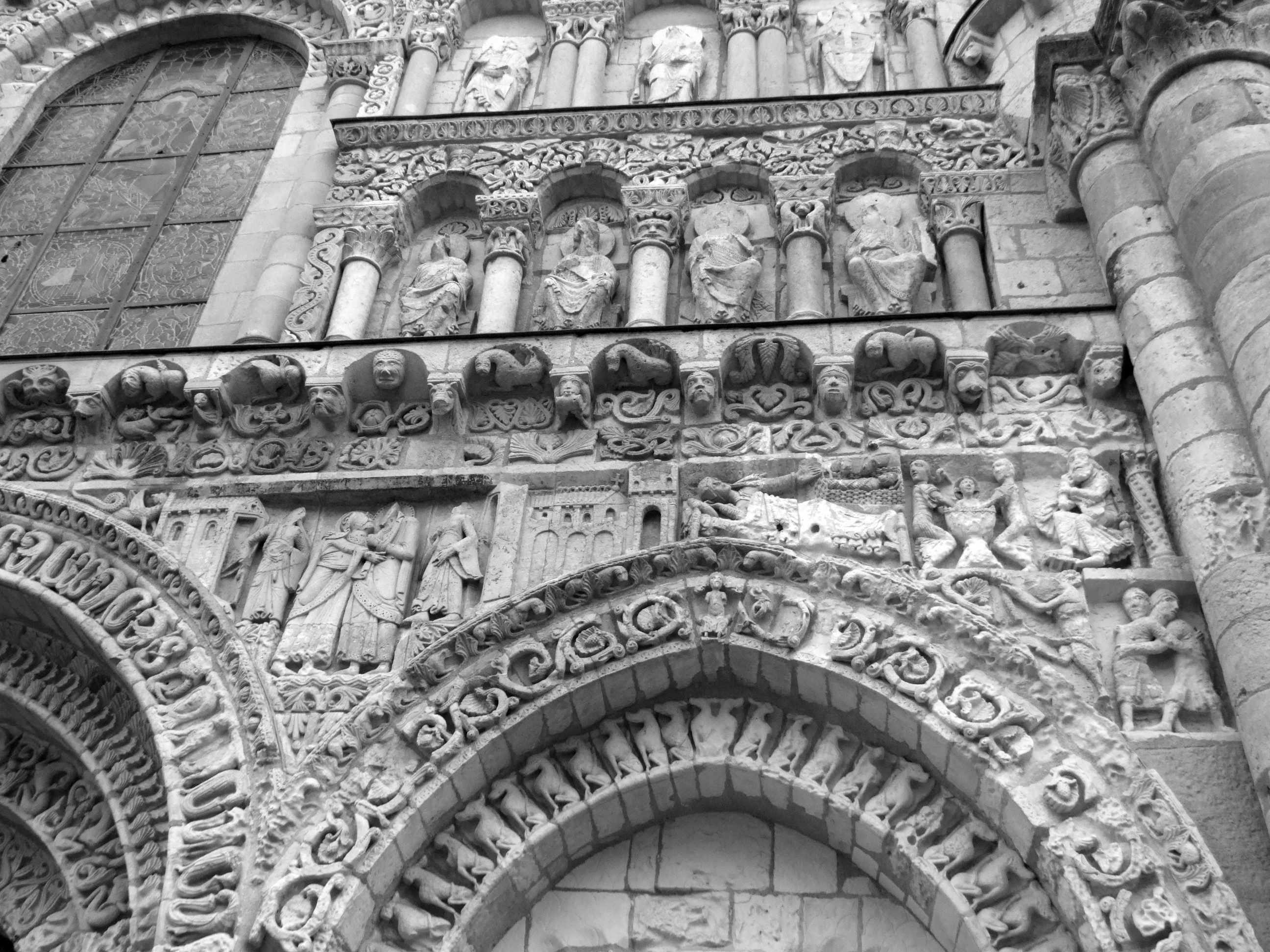
Poitiers, Notre-Dame la Grande.

Les sujets utilisés forment un décor qu'il n'est cependant pas possible d'interpréter comme représentant une tentative d'enseignement d'illettrés. En effet, la figure humaine se distingue à peine des animaux et des arbres stylises. Le but est d'abord décoratif et non pédagogique. 
Les sculptures des sommets de façades de la cathédrale Saint-Dimitri à Vladimir représentent un mélange de personnages bibliques au milieu de plantes et d'animaux stylisés. La sagesse divine représentée par le roi Salomon, le Christ sur le trône de l'hétimasie, le Baptême
du Christ. Vient s'ajouter l'image curieuse de l'Ascension d'Alexandre le Grand. C'est un sujet profane qui remonte à l'antiquité, familier des ivoiriers de Byzance. Il se retrouve sur un grand nombre de monuments en Italie, en France (sur les chapiteaux de l'abbaye de Conques), sur des églises le long du Rhin. Sur un char, attelé de deux griffons ailés, Alexandre serait monté au ciel selon le récit du Pseudo-Callisthène . À Iouriev-Polski, sur les façades de la cathédrale Saint-Georges, se retrouvent des sujets tels que : la Trinité, la Transfiguration, La Vierge au signe, L'Intercession de la Vierge. Mais les principaux sujets sont des animaux fantastiques, des entrelacs géométriques. Parmi les animaux : des lions, des centaures, des basilics, des griffons. Les archivoltes des portails sont garnis de délicates torsades. Tous ces motifs sont empruntés aux ivoires et aux tissus brodés de Byzance ou à l'orfèvrerie sassanide. Mais il faut remarquer que le peu d'homogénéité, pour ne pas dire la confusion inextricable des motifs, est due, à Iouriev-Polski, au réemploi de bas-reliefs provenant d'une église détruite.

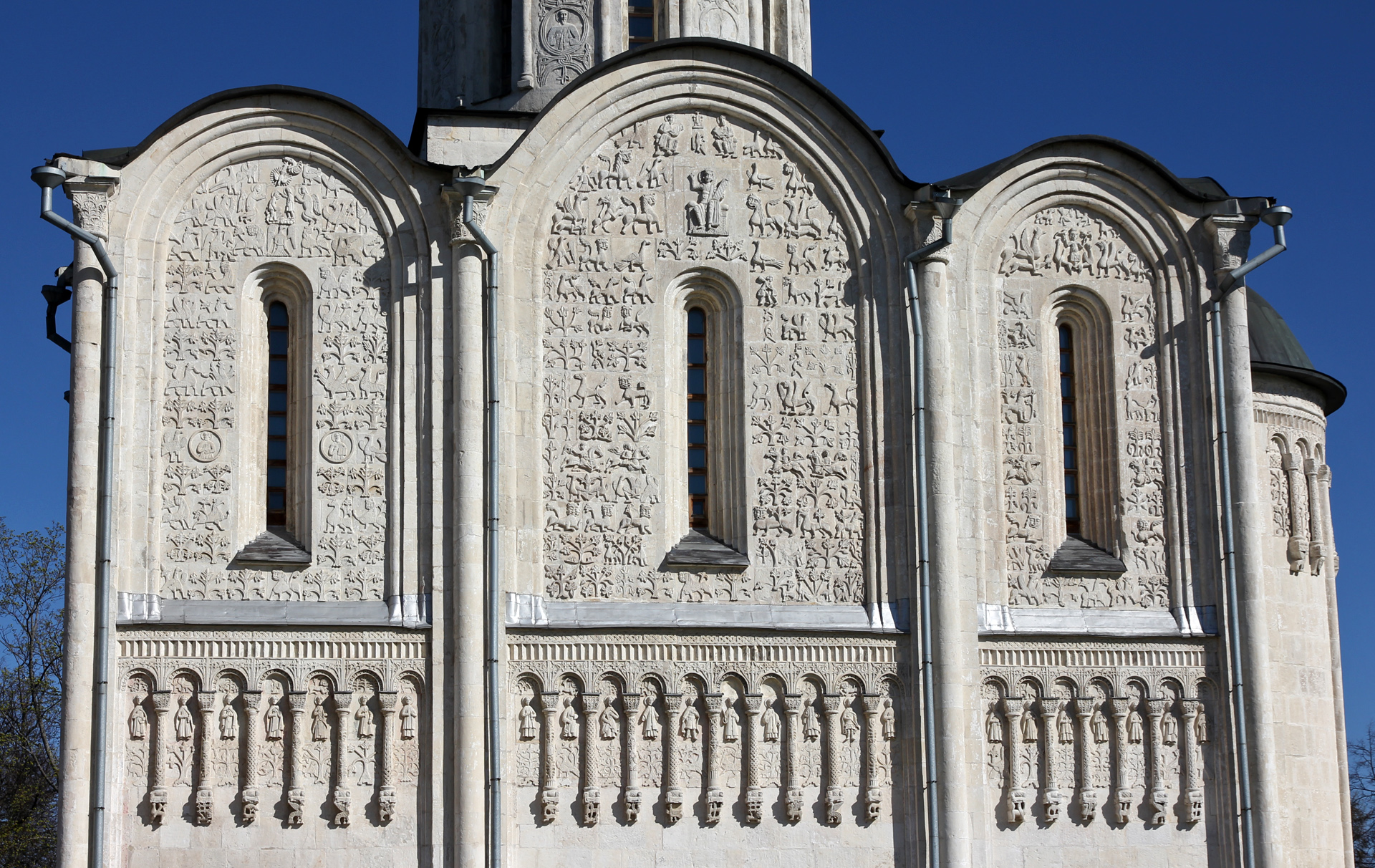
Saint-Dimitri à Vladimir. Le baptême du Christ, Le Christ, l'Ascension d'Alexandre.
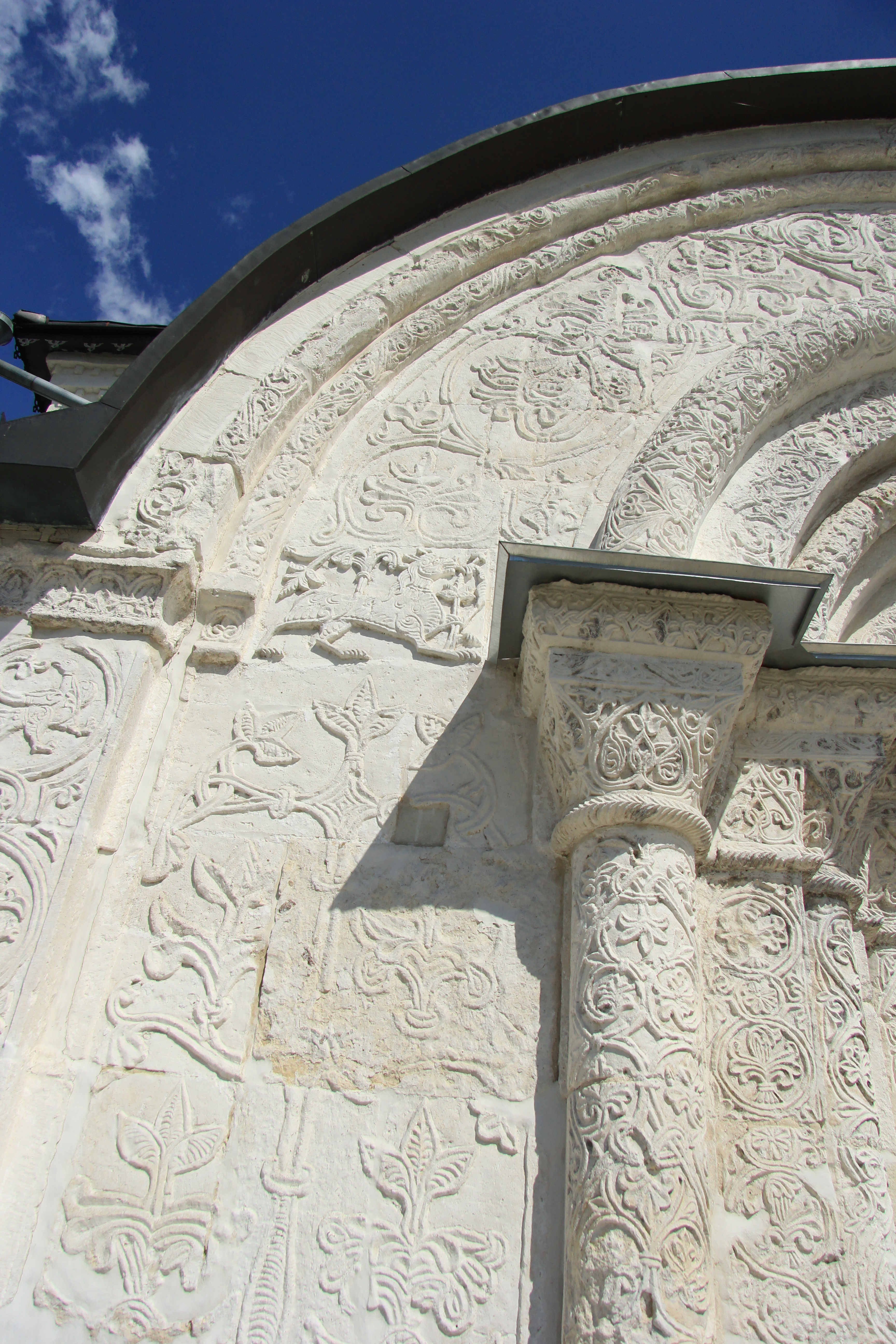
Le griffon de Iouriev-Polski au pied d'une archivolte, à la cathédrale Saint-Georges.
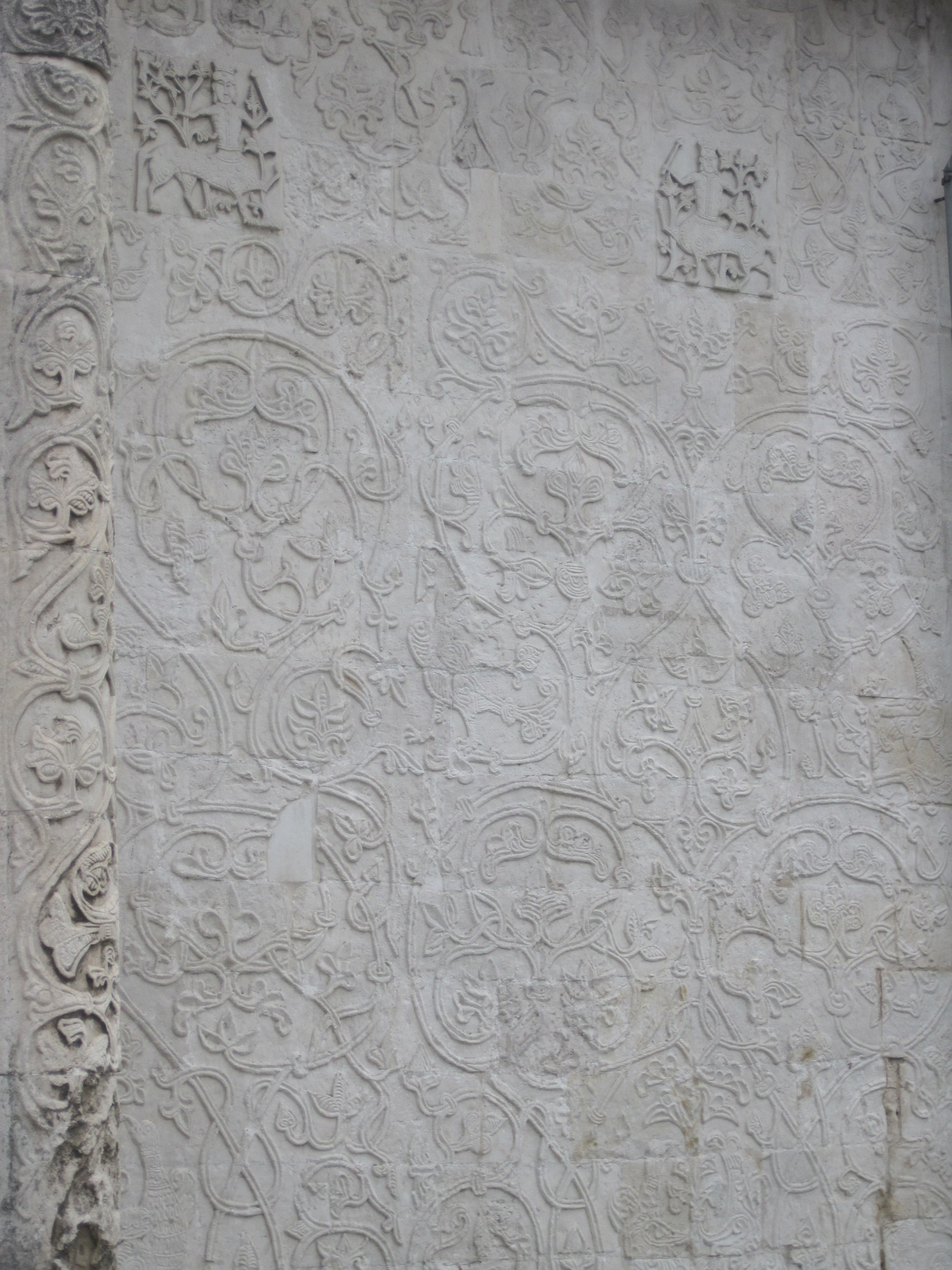
Décoration de la façade de la cathédrale Saint-Georges.
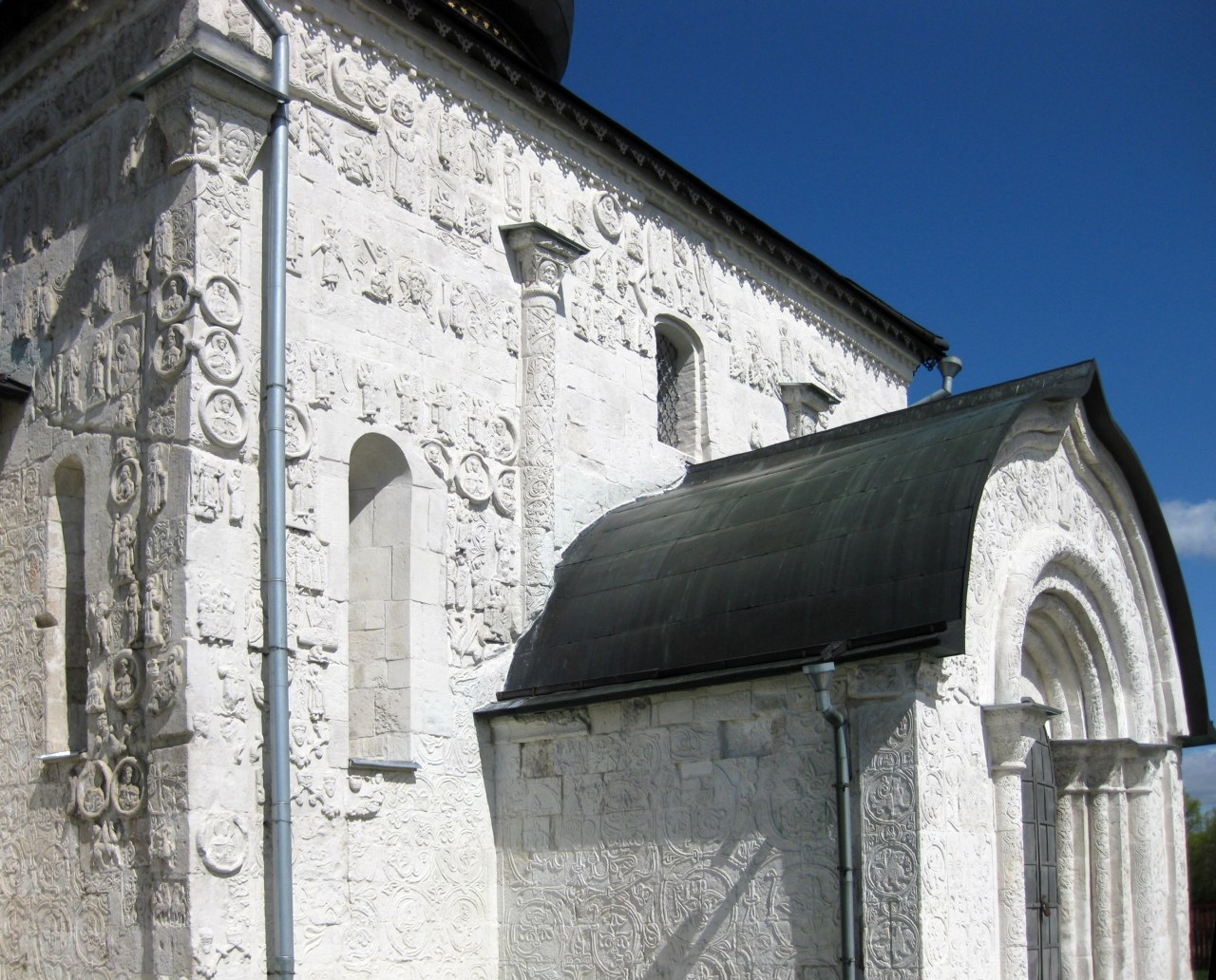
Décoration autour du portique à Iouriev-Polski.

## Sources de l'art de Vladimir et Souzdal
Les formes architecturales de la région de Vladimir-Souzdal semblent avoir bénéficié des apports de trois sources différentes : celle de Byzance, celle de l'architecture romane et celle de l'art de la Géorgie (pays) et de l'art arménien du Caucase.
Byzance
De Byzance les édifices de Vladimir-Souzdal ont hérité du plan carré à trois absides semi-circulaires. Des quatre piliers, sous une coupole à tambour à calotte aplatie.
La brique des byzantins a fait place par contre à la pierre blanche amenée sur l'eau des rivières Nerl, Kliazma et Kamenka.
Art roman
Des ressemblances avec les églises romanes d'Europe occidentale en France et dans la région rhénane sont aisément observables dans l'architecture et la décoration des églises de Vladimir-Souzdal.
Les galeries naines (Zwerggalerien) rhénanes rappellent les frises qui courent au sommets des absides ou à mi-hauteur des façades (église Saint-Martin de Cologne sur le Rhin).
Les portails ébrasés à cinq rangs de voussures rappellent ceux de nombreuses églises romanes de Normandie ou même du Saintonge (cathédrale Notre-Dame de Bayeux et abbaye aux Dames de Saintes). Le griffon de la façade de la cathédrale Saint-Georges à Iouriev-Polski est proche de l'écoinçon de la nef de la cathédrale Notre-Dame de Bayeux.
Comment imaginer que des régions aussi éloignées pour l'époque aient pu exercer des influences ? La Hanse, dont les villes les plus méridionales étaient en Flandre, ont établi des contacts avec les villes de la Volga. La Kliazma qui passe par Vladimir et est un affluent de l'Oka est encore un sous-affluent de la Volga. La chronique rapporte que pour construire la cathédrale de la Dormition, André Bogolioubski fait venir des artisans de tous les pays. Quelques années plus tard l'évêque qui fait construire la cathédrale de la Nativité de Souzdal précise, au contraire, qu'il n'a pas été fait appel à des maîtres allemands. Toutefois l'analogie que l'on peut constater dans l'art de régions aussi éloignées pourrait s'expliquer plus simplement par des influences communes : celle des byzantins et des sassanides. Le commerce des étoffes recherchées pour envelopper les reliques de saints, les motifs orientaux autour de l'arbre de vie se répandent dans toute la chrétienté. L'iconographie de l'Occident et de Vladimir-Souzdal a donc pu se rencontrer par le biais de ce commerce.

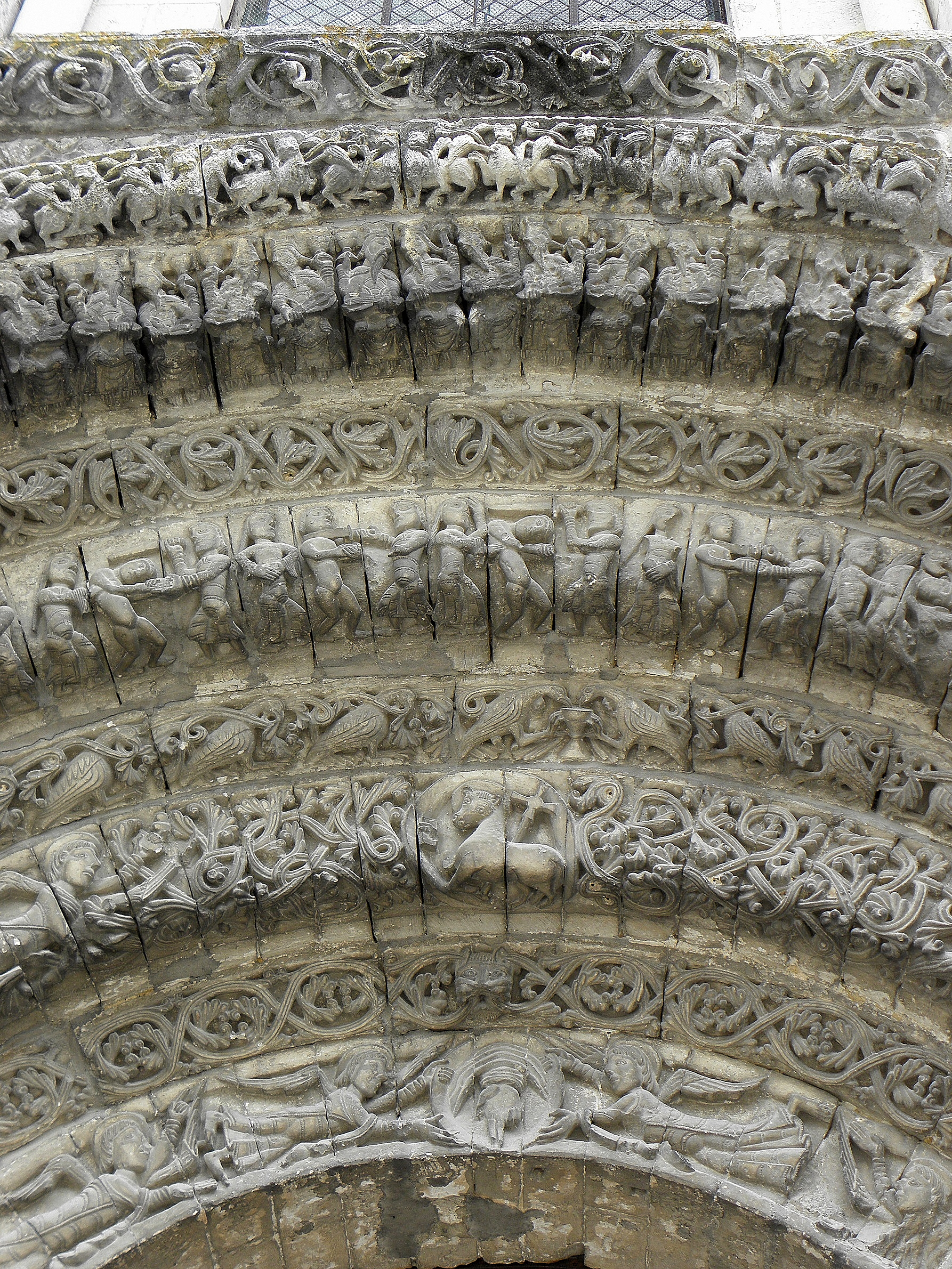
Abbaye aux Dames de Saintes, détail des voussures.
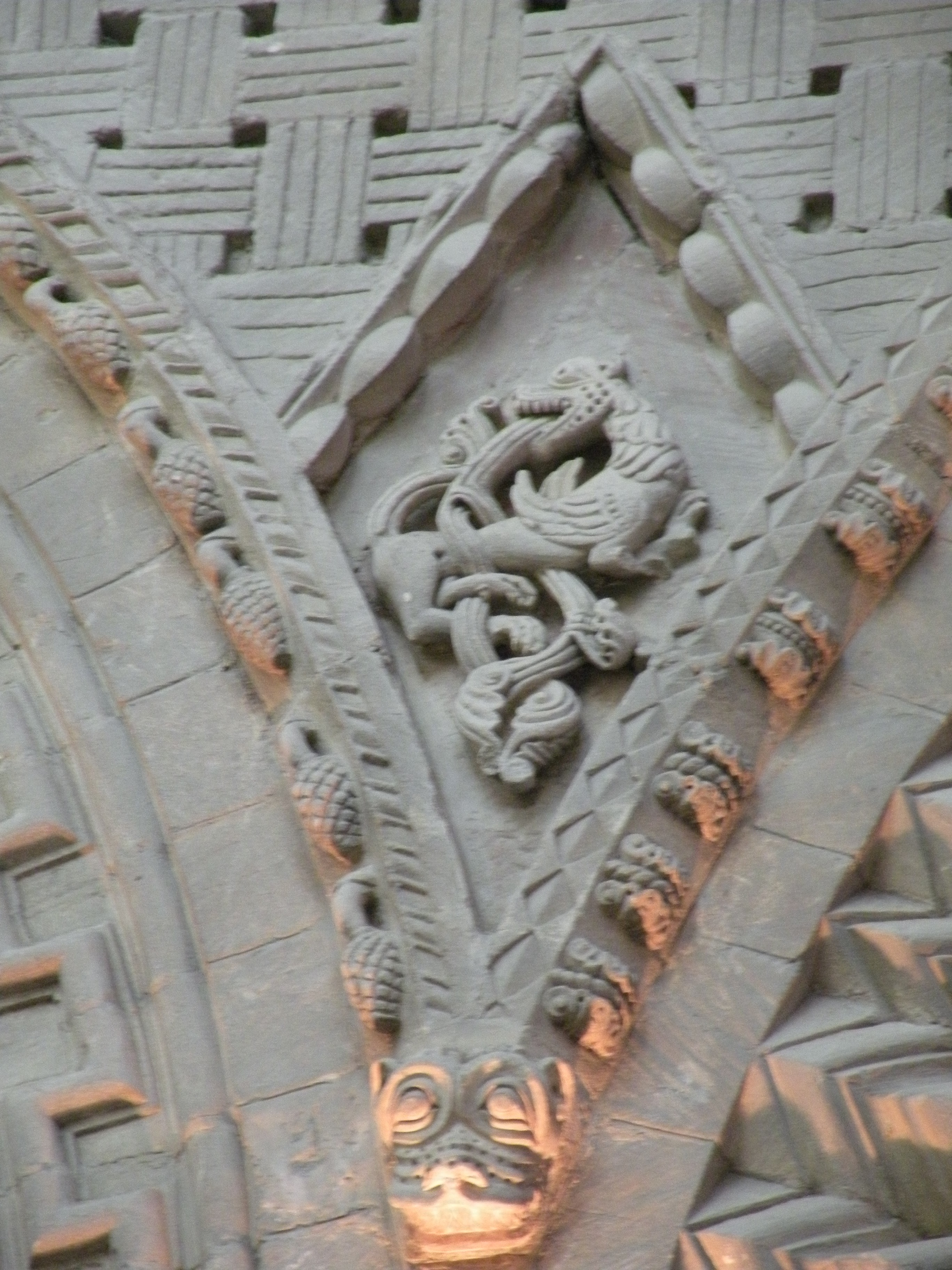
Écoinçon de la cathédrale Notre-Dame de Bayeux.
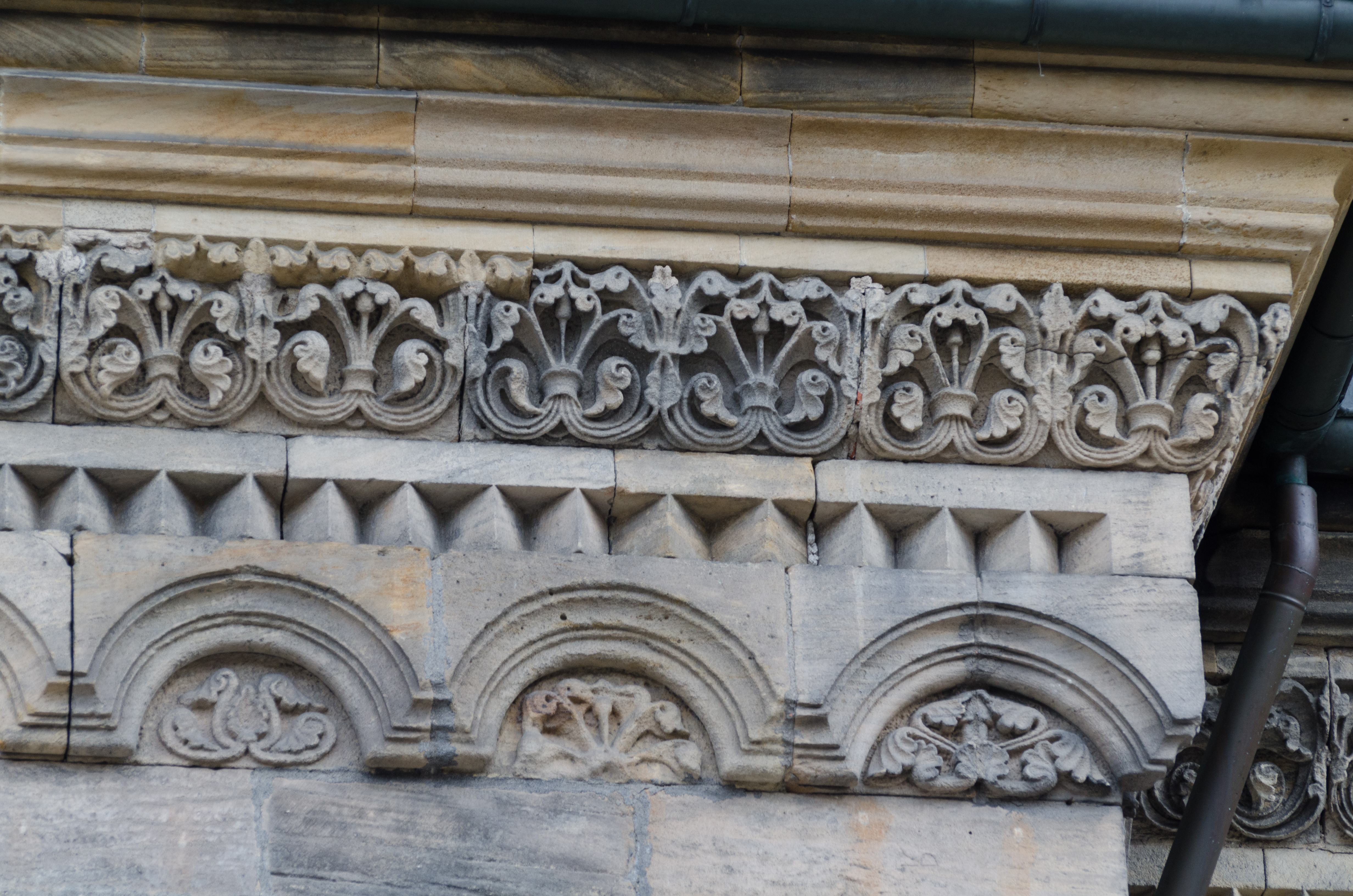
Frises à la cathédrale Saint-Pierre-et-Saint-Georges à Bamberg en Allemagne.
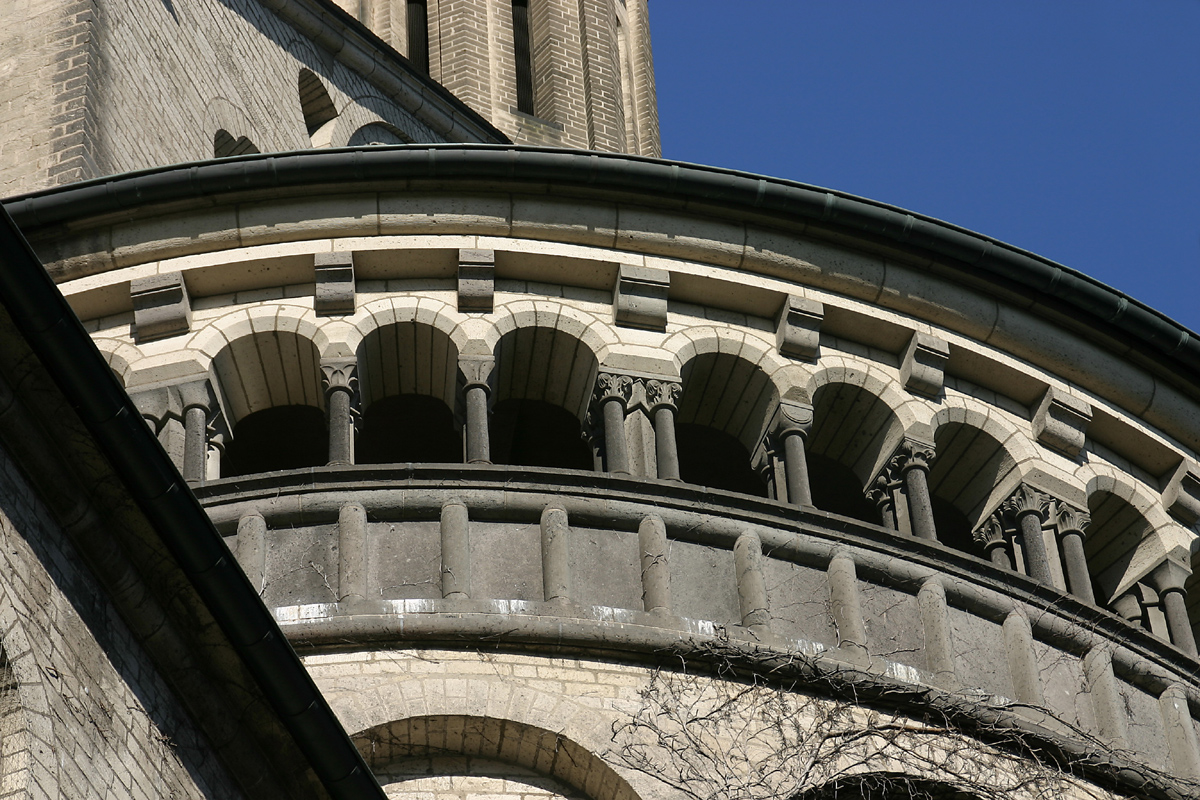
Galeries naines de l'église Saint-Martin de Cologne sur le Rhin.

Art caucasien
Dès le Ve siècle, l'Arménie a créé un art original qui atteint son apogée sous la dynastie des Bagratides au Xe siècle et XIe siècle. L'architecture arménienne a eu une influence en Europe occidentale. Eudes de Metz, architecte de Charlemagne, originaire d'Arménie a construit la chapelle palatine d'Aix-la-Chapelle sur le prototype d'une église d'Etchmiadzin. Le style dit carolingien de la chapelle a été repris par d'autres édifices européens. L'oratoire carolingien de Germigny-des-Prés, l'église Saint-Blaise de L'Hôpital-Saint-Blaise sont d'autres églises où l'influence arménienne est marquante. La Cattolica de Stilo est une église byzantine de style arménien, en Italie du Sud (Mezzogiorno).
Les Souzdaliens entretenaient des relations commerciales avec les pays du Caucase, et un fils du grand-prince André Ier Bogolioubski, celui nommé Iouri (mort en 1193), prince de Novgorod, épouse, vers 1185-1189, la reine Tamar de Géorgie et change son nom en Georges Russi (le russe). 
La comparaison entre les édifices de Ani (actuellement en Turquie mais historiquement en territoire arménien) ou de villes voisines fait apparaître des analogies frappantes entre certains édifices d'Europe occidentale et d'Arménie. Proportions petites et harmonieuses, parements en pierre, frises d'arcatures aveugles, décoration en méplat. Mais encore : portails à voussures, arcatures aveugles. Certains concepts architecturaux sont universels et se répètent régulièrement partout où des productions architecturales humaines apparaissent. Mais il existe des éléments nombreux qui permettent aux historiens (parmi lesquels Louis Réau) d'avancer que les églises en pierre sculptée du Caucase, qui tiennent à la fois de l'art byzantin et de l'art roman, ont servi de prototype aux églises vladimiro-souzdaliennes et que la principale source de l'architecture de Zalessie se trouve à Ani dans le Caucase.

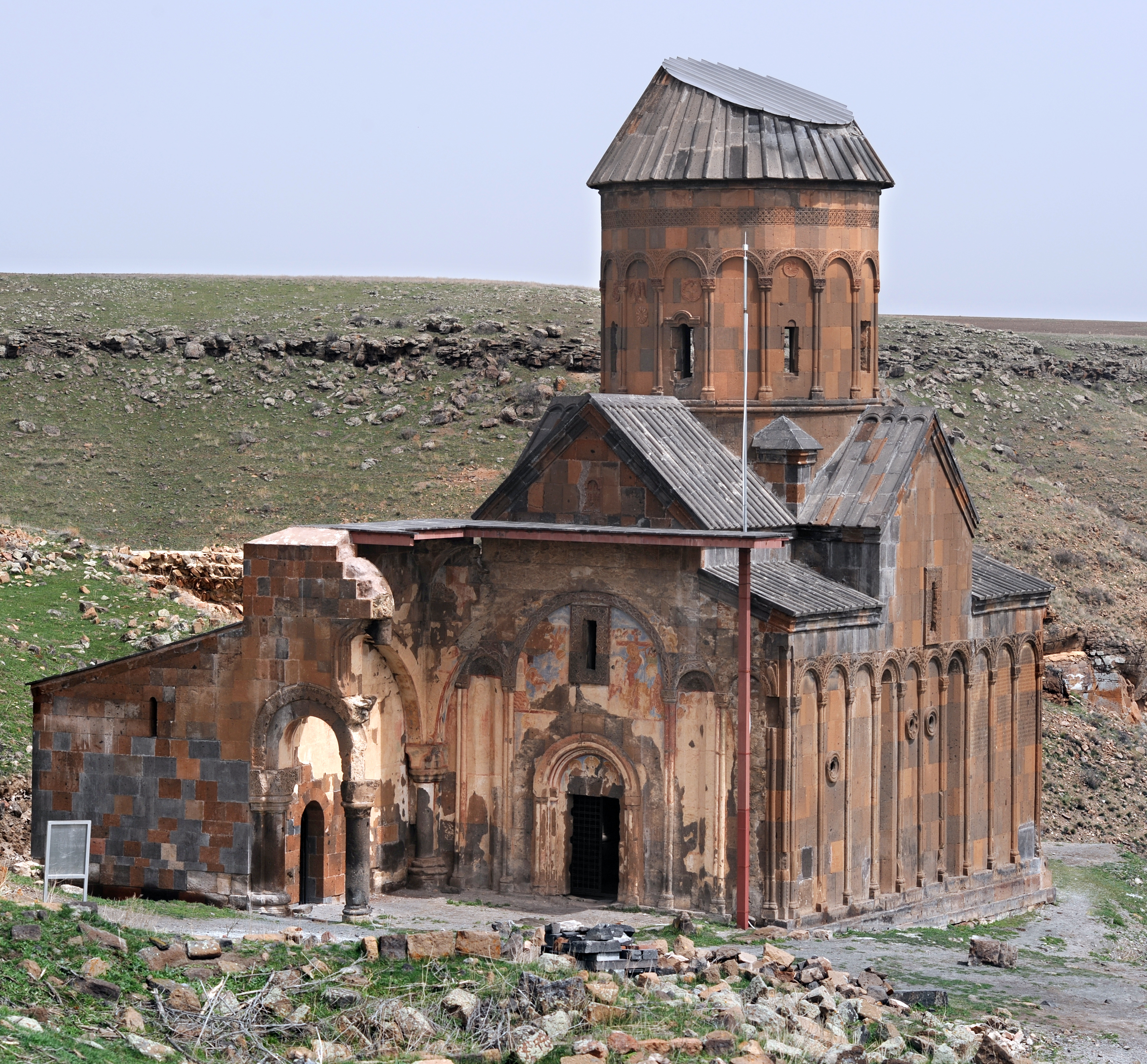
Saint-Gregory /Ani Turquie
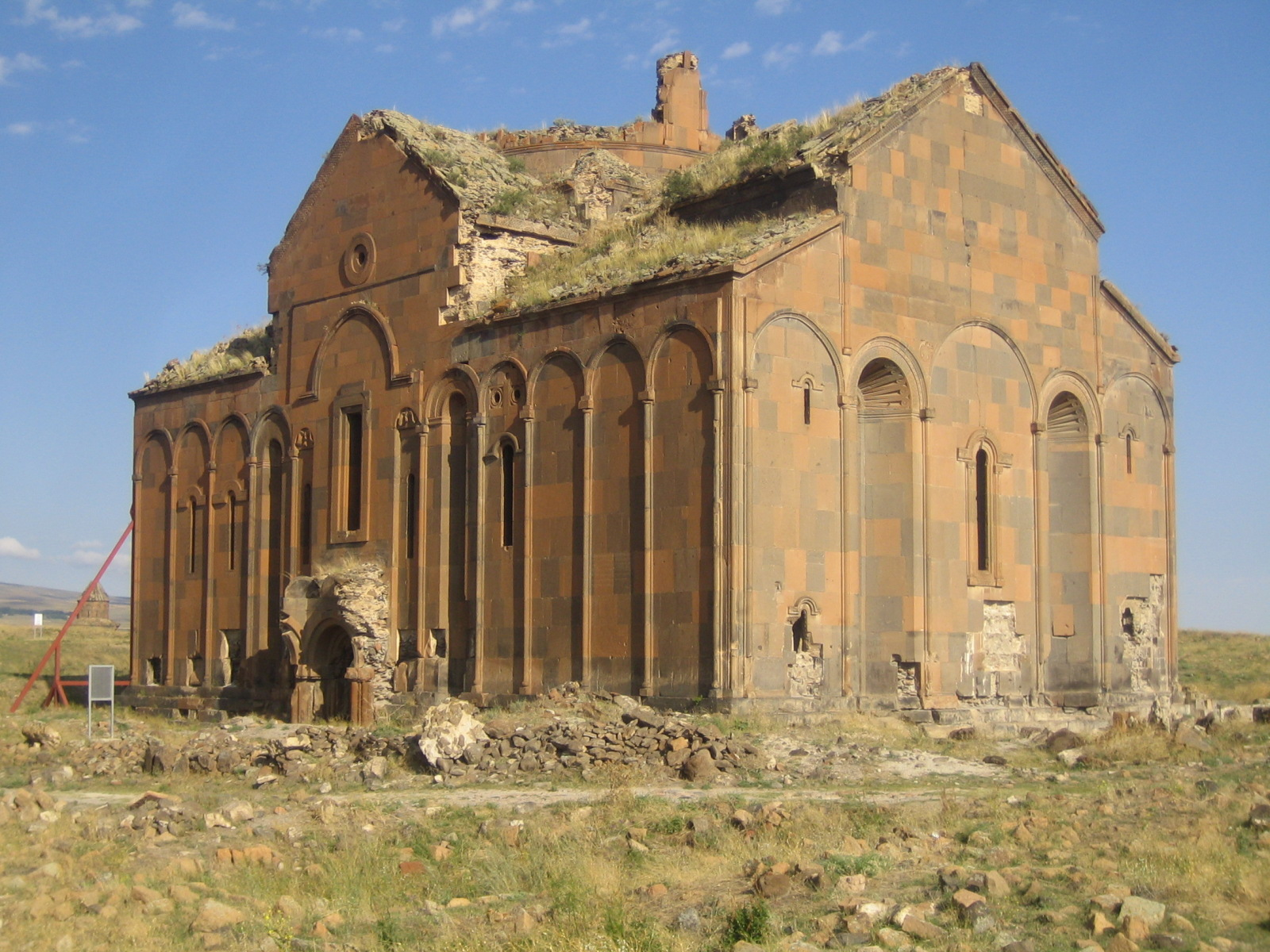
Ani, cathédrale en ruine (989-1001)
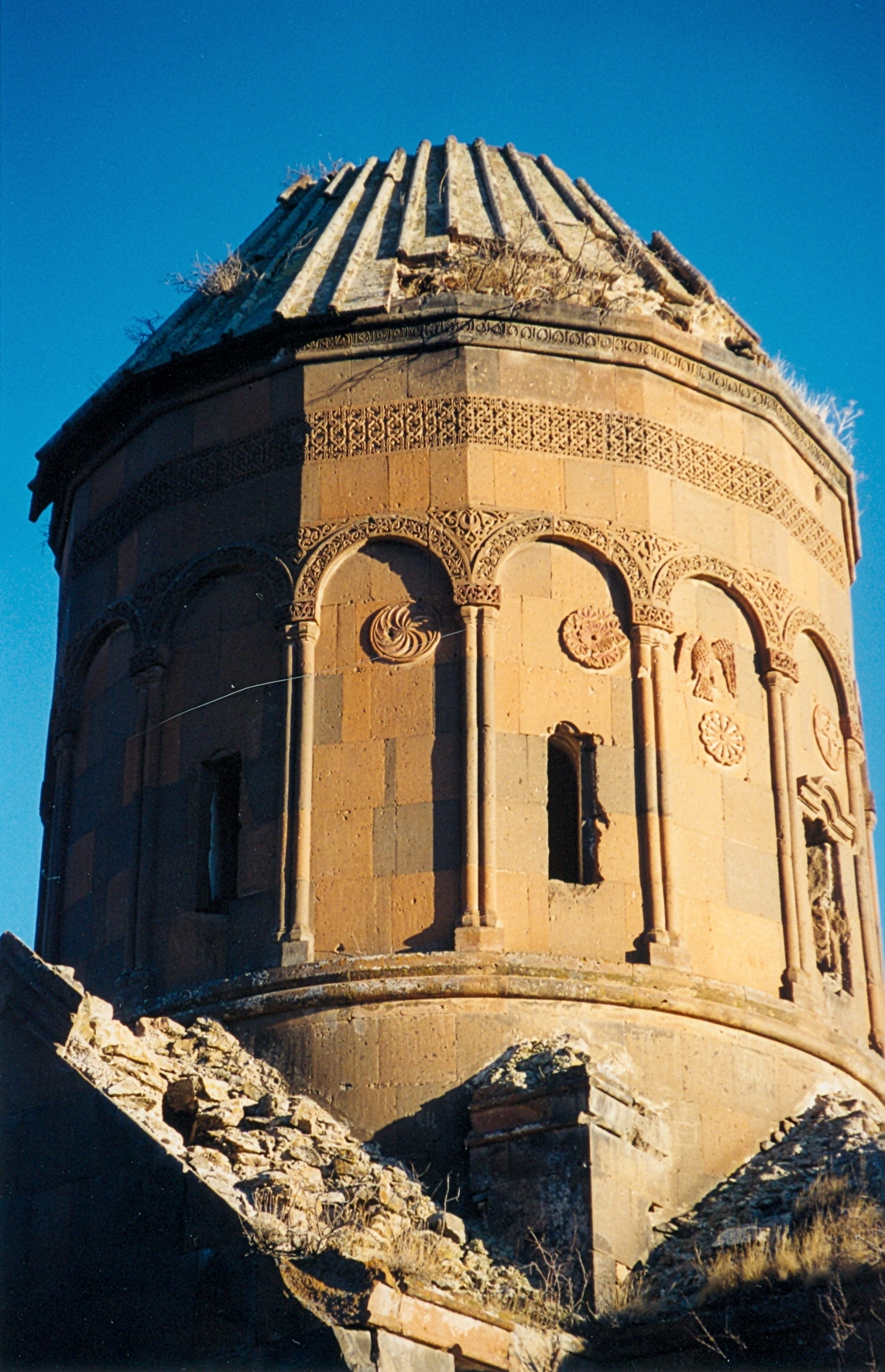
Ani StGregory
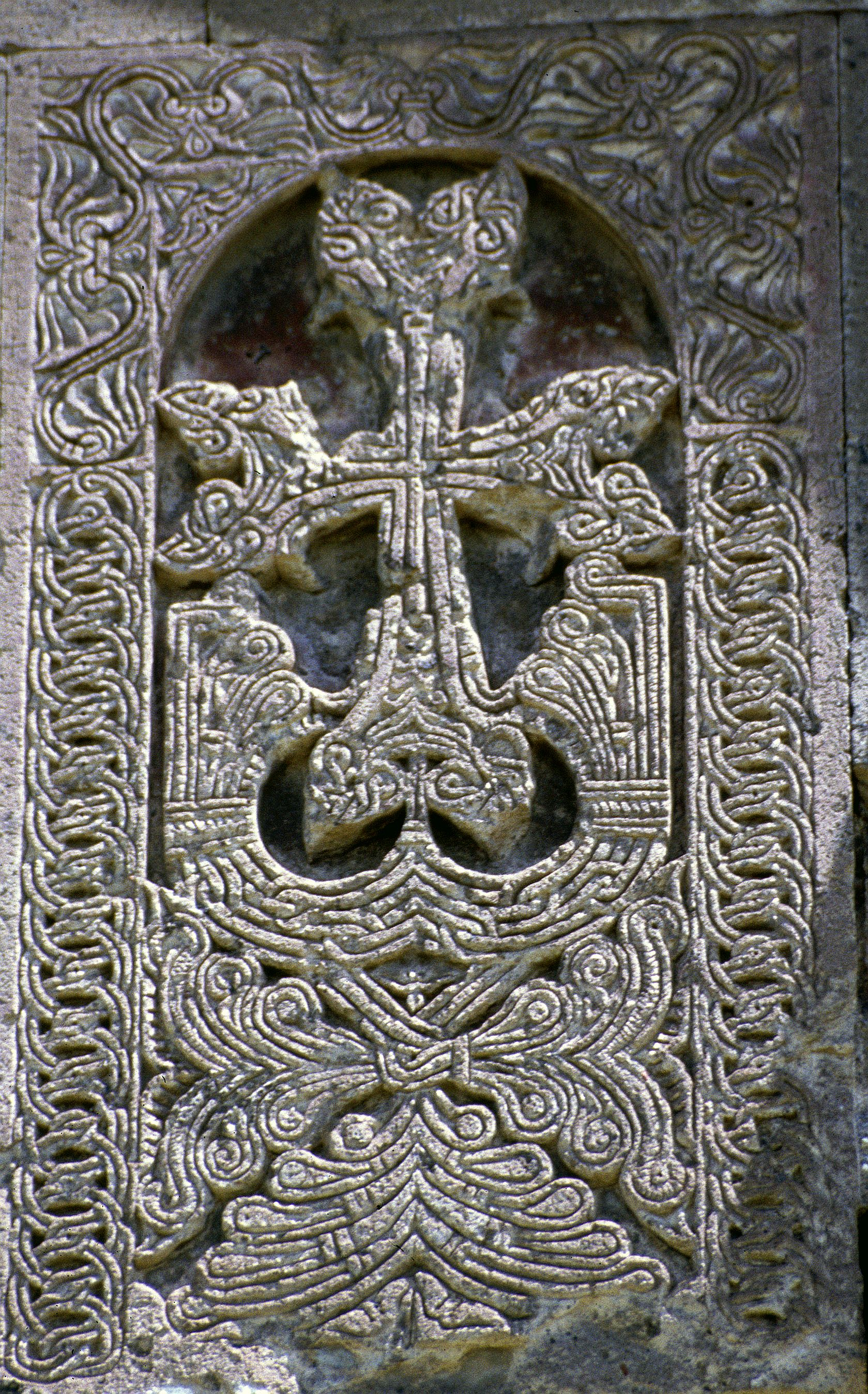
Ani
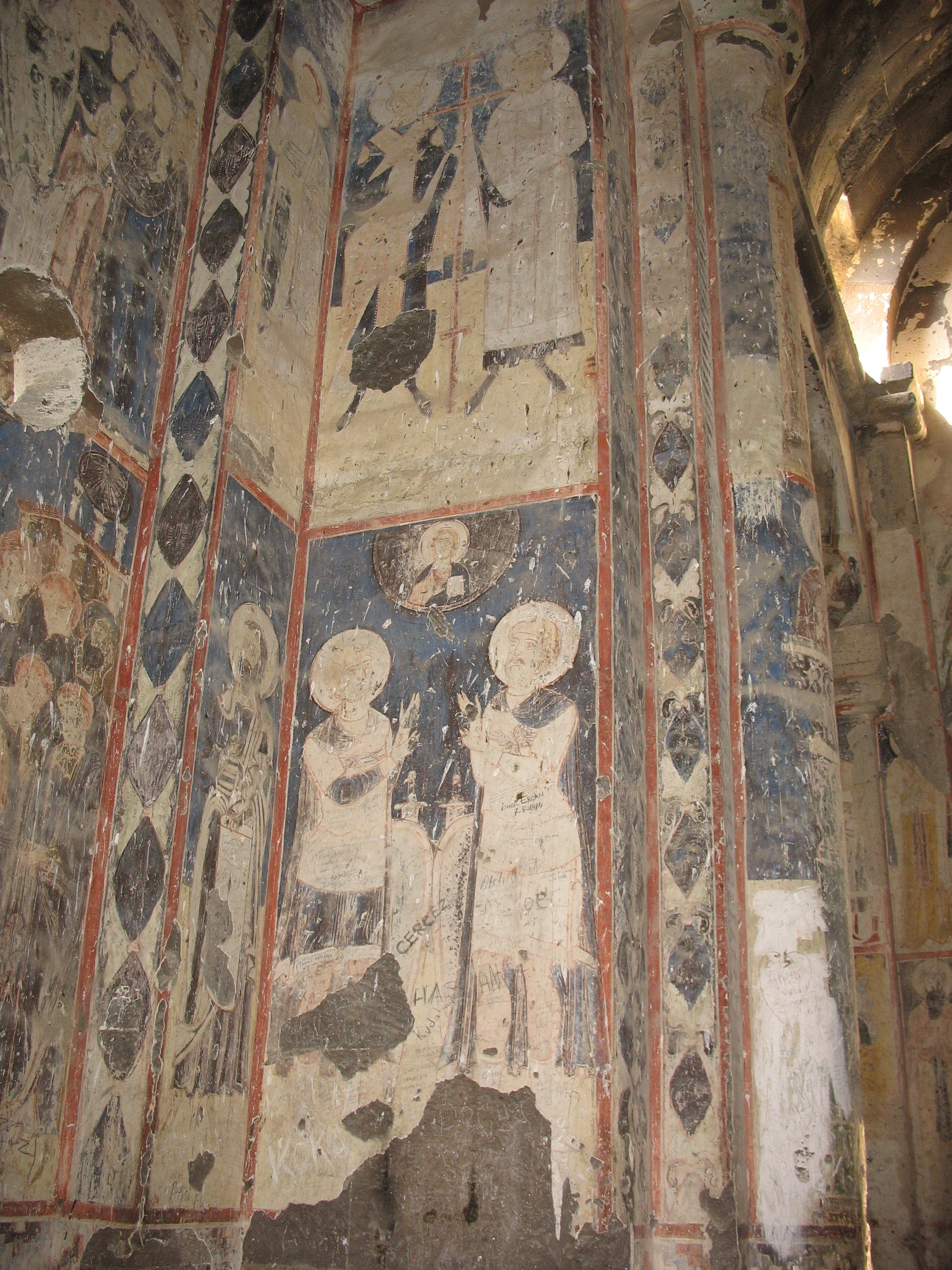
Ani St Tigris fresques
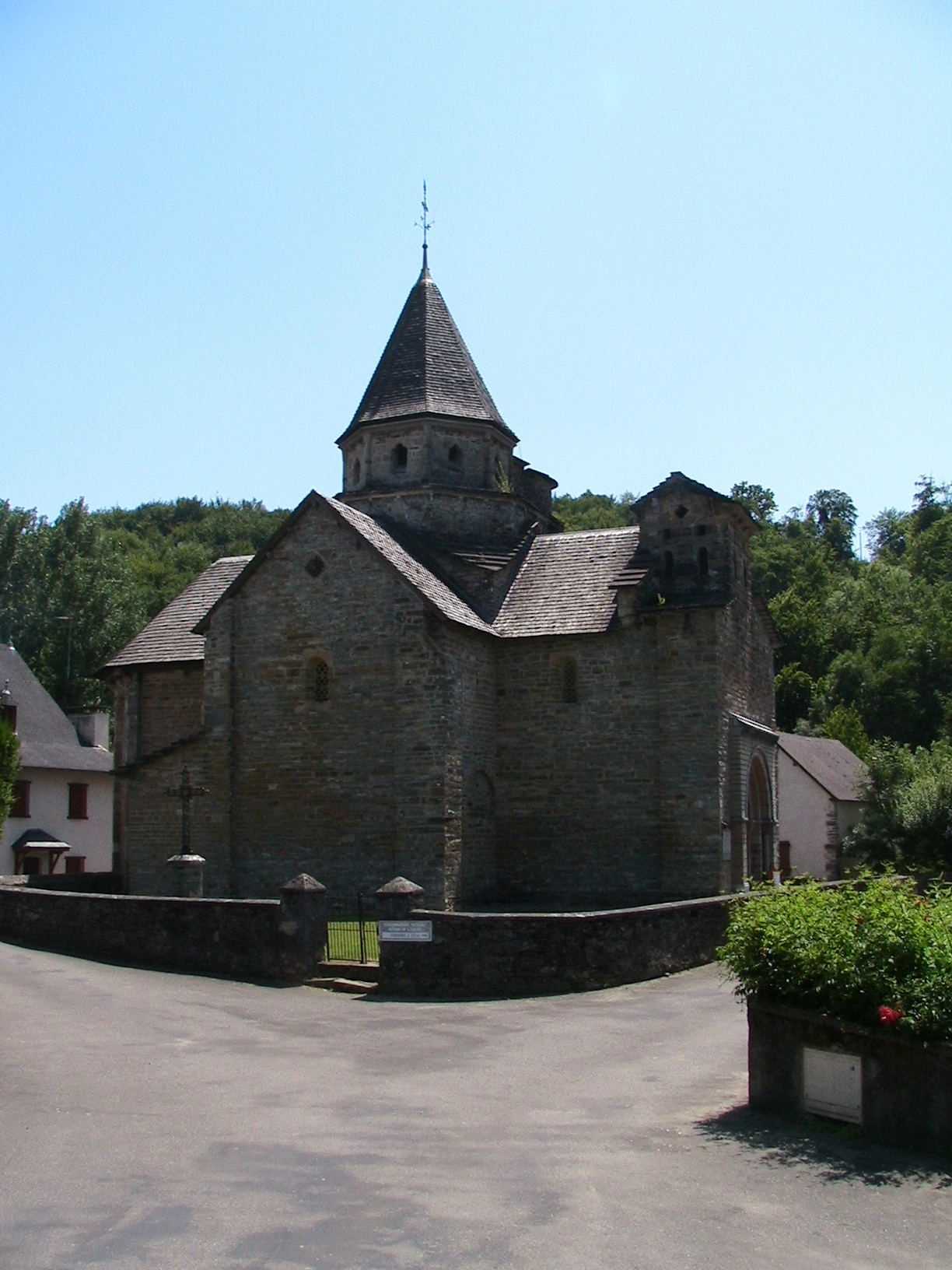
Église de L'Hôpital-Saint-Blaise en France.